# Südliche Petermannkette
Die Südliche Petermannkette (norwegisch Søre Petermannkjeda) ist ein Gebirgszug im ostantarktischen Königin-Maud-Land. Sie ragt über eine Länge von 35 km in nordost-südwestlicher Ausrichtung von den Svarthausane bis zum Gneiskopf im Wohlthatmassiv auf.
Entdeckt wurde sie bei der Deutschen Antarktischen Expedition 1938/39 unter der Leitung des Polarforschers Alfred Ritscher. Namensgeber ist der deutsche Kartograph und Geograph August Petermann (1822–1878). Die Benennung nahmen Teilnehmer der Dritten Norwegischen Antarktisexpedition (1956–1960) vor.